# 布林森 (喬治亞州)
布林森（英語：Brinson）是一個位於美國喬治亞州第開特縣的城鎮。

## 地理
布林森的座標為30°58′45″N 84°44′10″W / 30.97917°N 84.73611°W，而該地的平均海拔高度為37米（即121英尺）。

## 人口
根據2010年美國人口普查的數據，布林森的面積為5.30平方千米，當中陸地面積為5.30平方千米，而水域面積為0.00平方千米。當地共有人口215人，而人口密度為每平方千米41人。